# Hvalba
Hvalba [ˈkvalba] (alte Schreibweise Hvalbø, wörtlich „Wal-Feld“) ist ein Ort der Färöer im Norden der Ostküste Suðuroys.

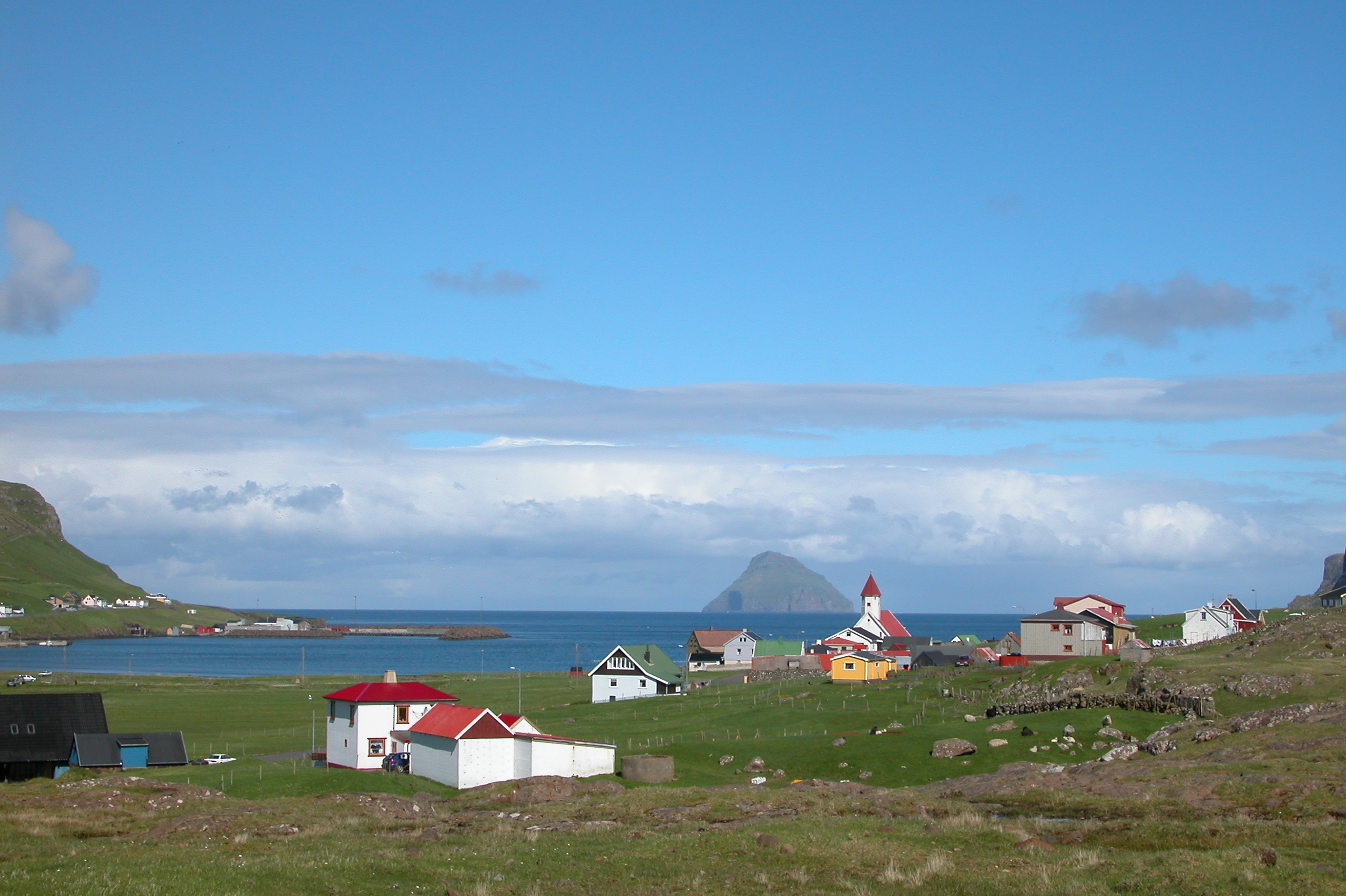
Hvalba mit Blick auf Lítla Dímun

Zur Kommune Hvalba gehören der Ort Sandvík ganz im Norden der Südinsel und die vorgelagerte unbewohnte Insel Lítla Dímun. Zusammen hatte die Kommune Ende 2002 genau 767 Einwohner. Geografisch liegt Hvalba auf einem 2 km schmalen Isthmus, Norðbergseiði, und hat sowohl einen Zugang zur West- als auch zur Ostküste der Insel. Die eigentliche Siedlung befindet sich aber rund um die Bucht am Hvalbiarfjørður an der Ostküste.
Der Fußballverein von Hvalba ist Royn Hvalba.

## Wirtschaft
Wie der Ortsname Hvalba (Wal-Feld) andeutet, ist diese weitläufige Sandbucht ein idealer Platz für das Grindadráp, das nur an Plätzen stattfinden darf, wo die Grindwale angestrandet werden können. Entsprechend häufig taucht Hvalba in der Statistik über den Grindwalfang auf den Färöern durch die Jahrhunderte als einer der Tabellenführer auf.
Der zweite Bestandteil des Ortsnamens kommt von bøur (bewirtschaftetes Feld, Innmark, Flur). In der Tat hat Hvalba eine der größten landwirtschaftlichen Nutzflächen der Färöer, und die hiesigen Bauern gelten als besonders fleißig.
Ein dritter wirtschaftlicher Faktor war in der Vergangenheit der Braunkohlenbergbau südlich von Hvalba seit den 1770ern, der noch während der britischen Besetzung der Färöer im Zweiten Weltkrieg eine wichtige Rolle für das gesamte Land spielte. Die größte Jahresförderung wurde 1958 mit 18000 t erreicht. Noch heute arbeiten im Bergwerk vier Bergleute, die vom Staat bezahlt werden. Jährlich fördern sie rund 1000 t Kohle. Fast die gesamte Kohle für die übrigen Färöer wurde von Hvalba aus verschifft.
Die Kohleflöze sind sehr geringmächtig und die einzigen fossilen Energiequellen der Färöer.
Der wirtschaftlichen Bedeutung entsprechend, ist Hvalba nicht nur vergleichsweise bevölkerungsstark, sondern wurde 1963 auch als erster Ort der Färöer mit einem Straßentunnel verbunden (nach Trongisvágur/Tvøroyri). 1969 folgte der zweite Tunnel nach Sandvík.

## Geschichte und Sehenswürdigkeiten
1629 wurde der Ort von 500 Piraten aus Algerien heimgesucht, die mit drei Schiffen kamen. Sie plünderten das Dorf, töteten sechs Männer und verschleppten 30 Frauen und Kinder, die in Nordafrika als Sklaven verkauft wurden. Im gleichen Jahr sollen zwei Piratenschiffe im Fjord bei Hvalba Schiffbruch erlitten haben und von der Brandung zerschmettert worden sein. Es wird erzählt, dass etwa 300 Leichen an Land getrieben wurden. Am Ufer befindet sich eine Stelle, die von den Einwohnern turkargravir (Türkengräber) genannt wird. 1802 hatte Hvalba 202 Einwohner und war nach Tórshavn die zweitgrößte Ortschaft der Färöer.
Das letzte noch betriebene Kohlenbergwerk der Färöer kann einige Kilometer südlich von Hvalba besichtigt werden.
Wie in jedem Ort der Färöer, so gibt es auch in Hvalba ein Denkmal für die auf See ums Leben gekommenen Seeleute. Es steht am Ortsausgang an der Straße nach Sandvík. Auf ihm sind auch die Namen von vier Bergleuten vermerkt, die 1835, 1944, 1946 bzw. 1957 in den Braunkohlebergwerken von Hvalba verunglückten.
Auch die Kirche ist sehenswert. 2014 wurde beschlossen, am westlichen Rand des Ortes einen Wald anzulegen.

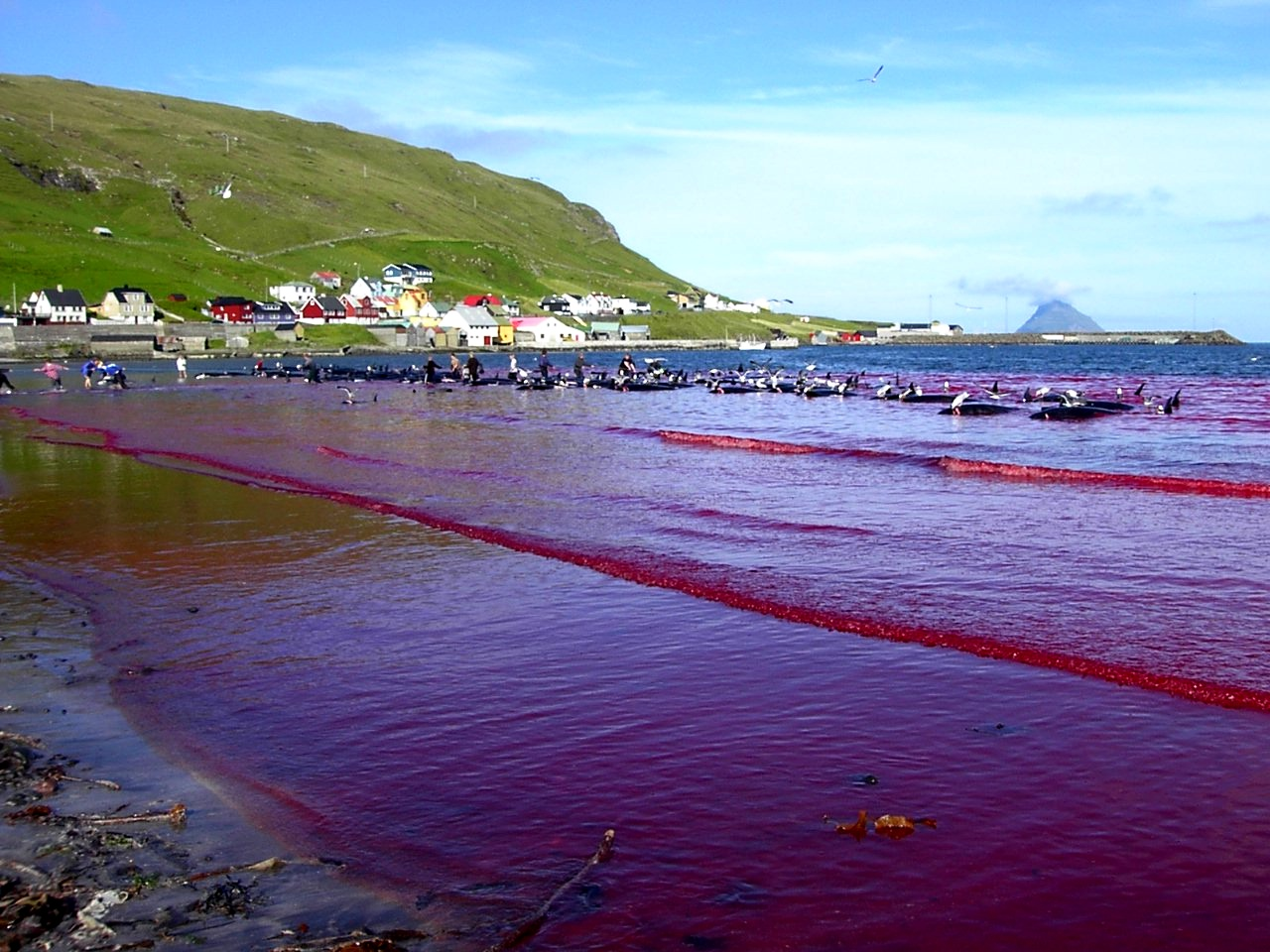
Grindadráp in Hvalba
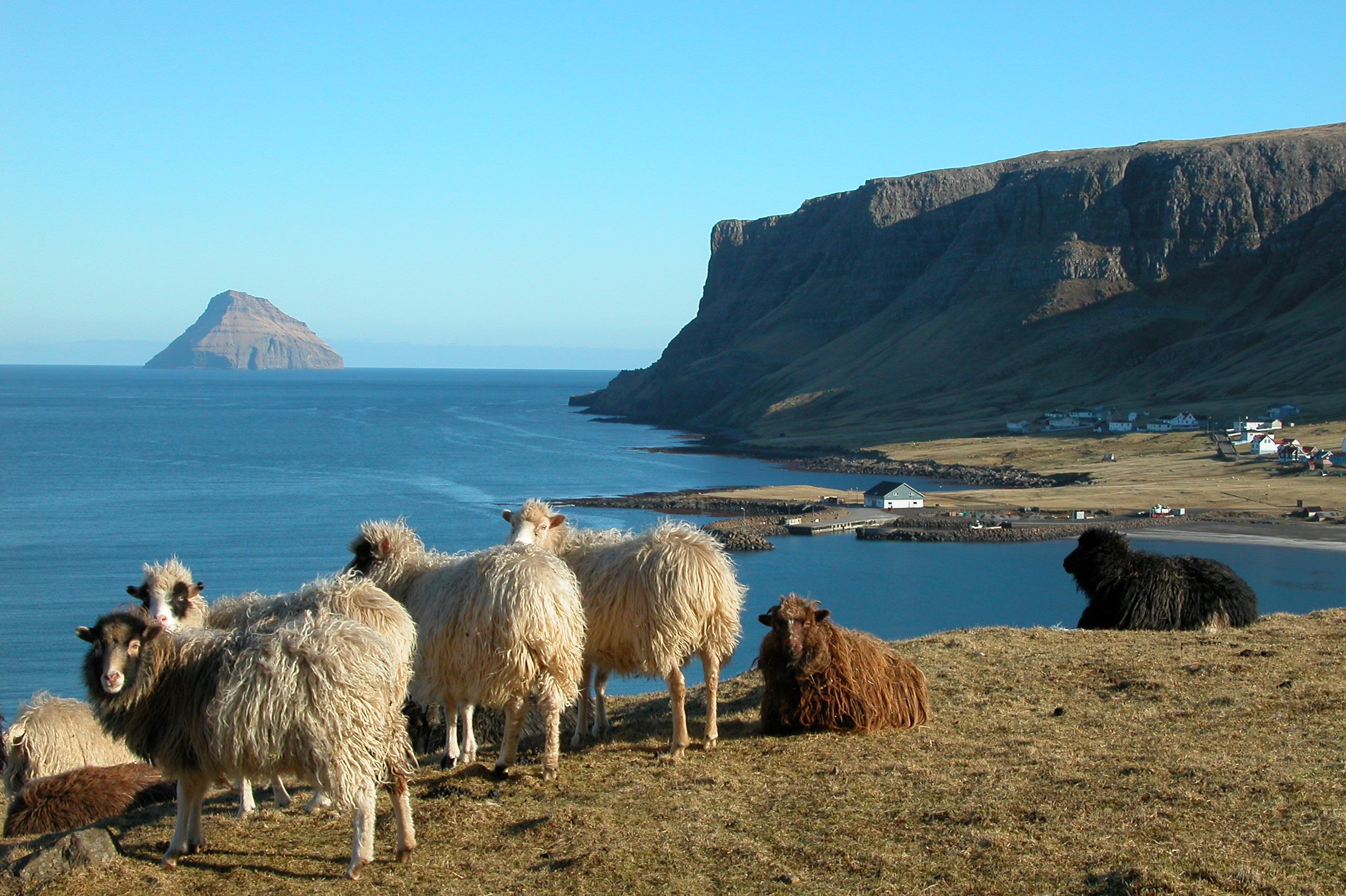
Hvalba und Lítla Dímun
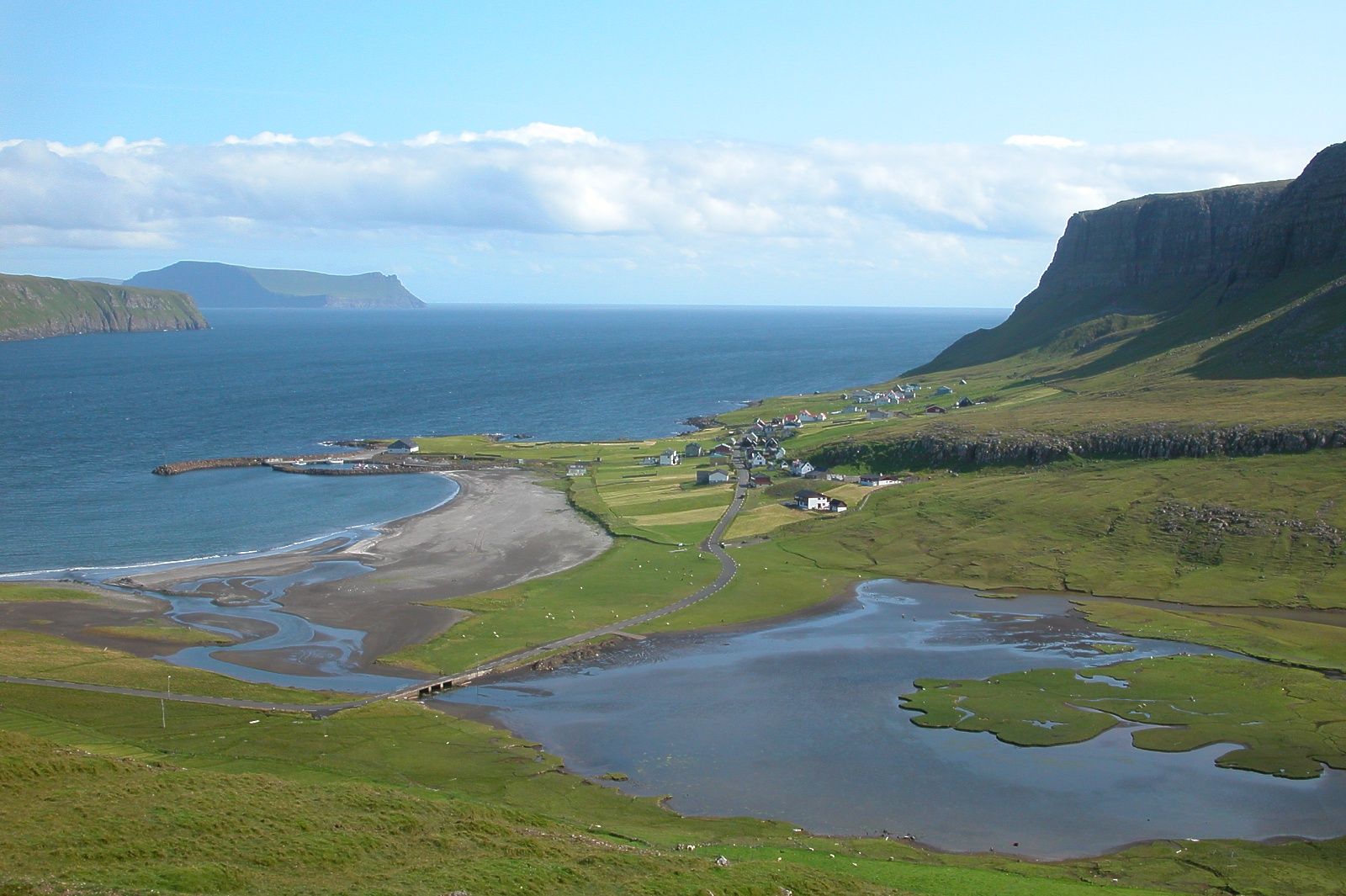
Hvalba/Nes und Stóra Dímun
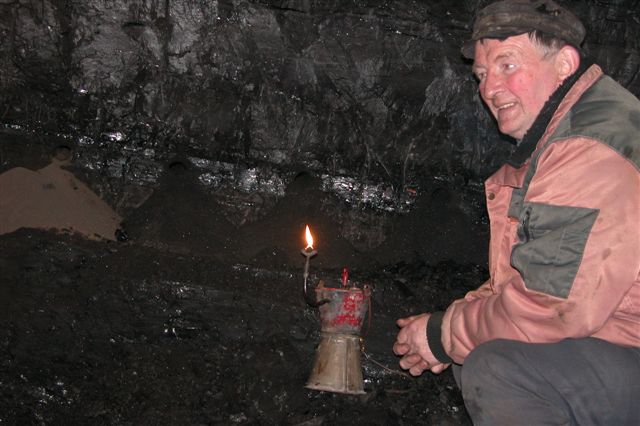
Braunkohlenbergbau, südlich von Hvalba
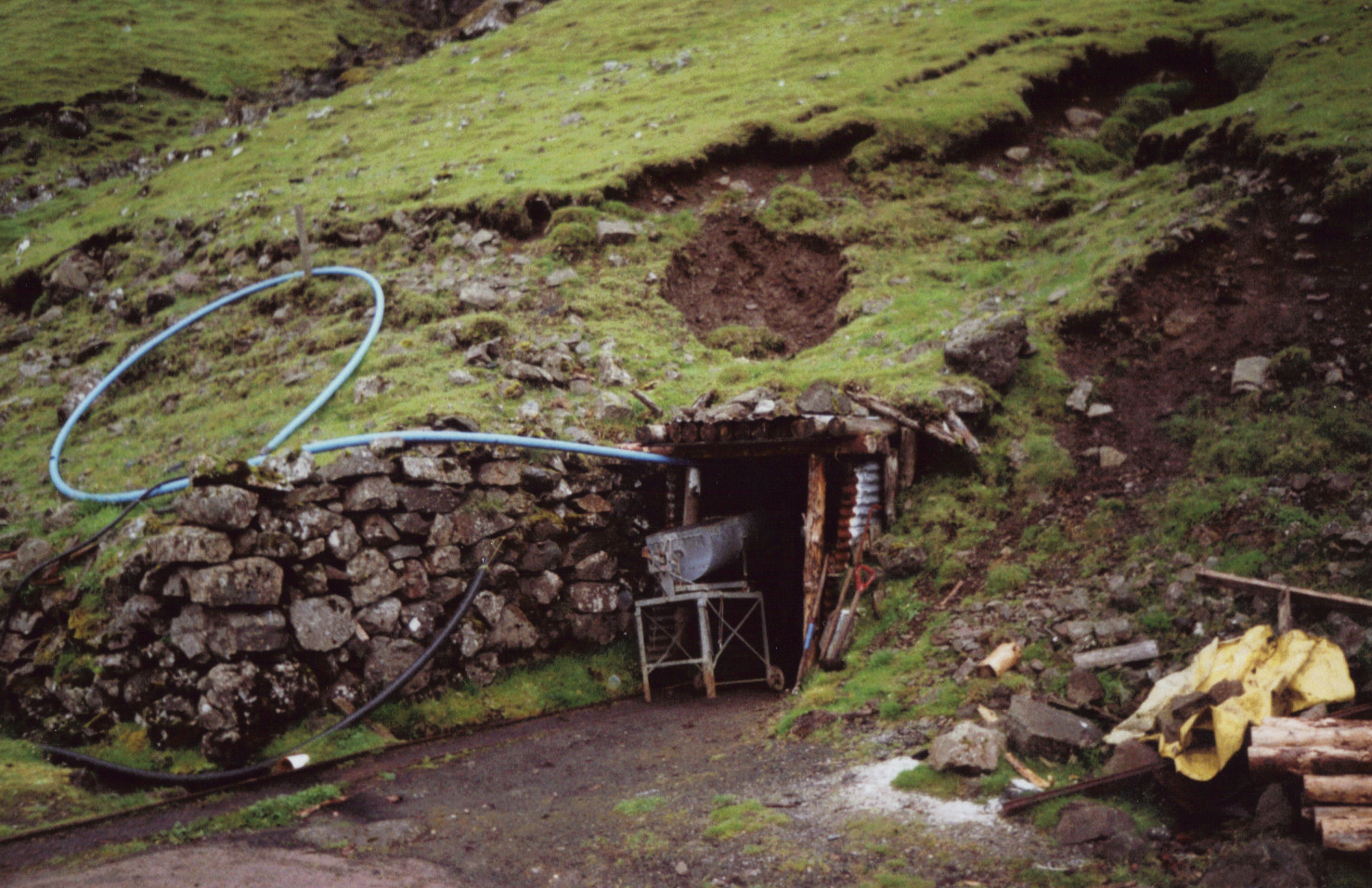
Eingang des letzten noch betriebenen Bergwerks
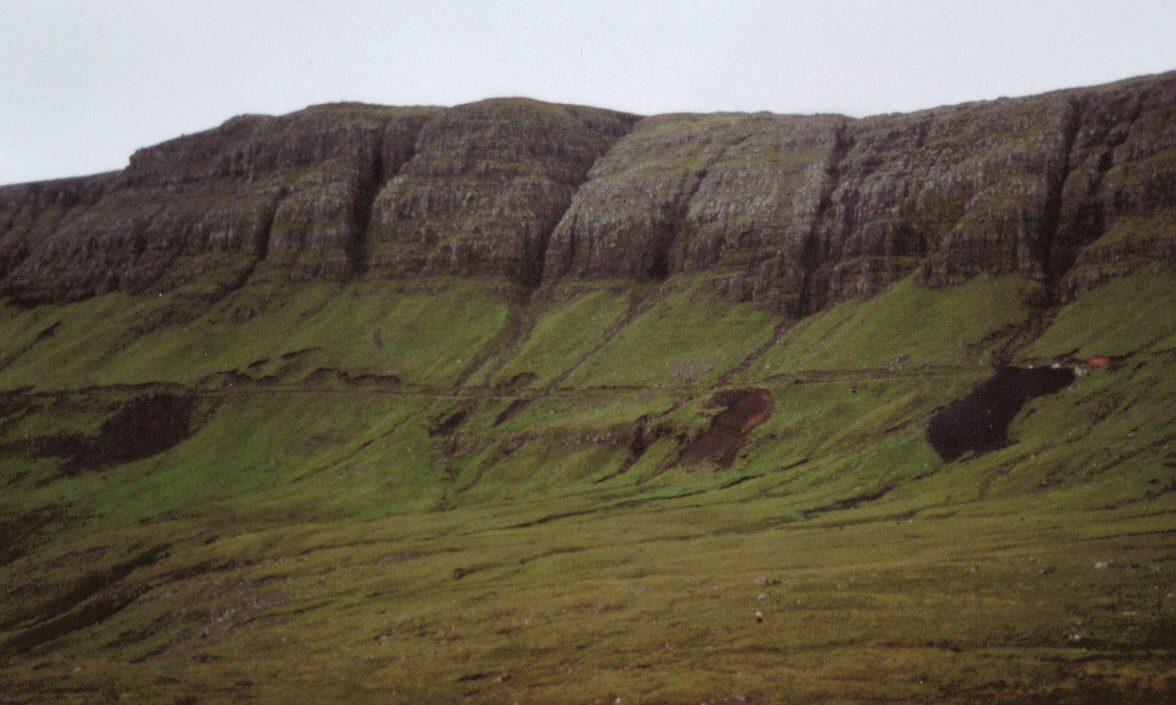
Abraumhalden markieren die Mundlöcher der ehemaligen Stollnbergwerke
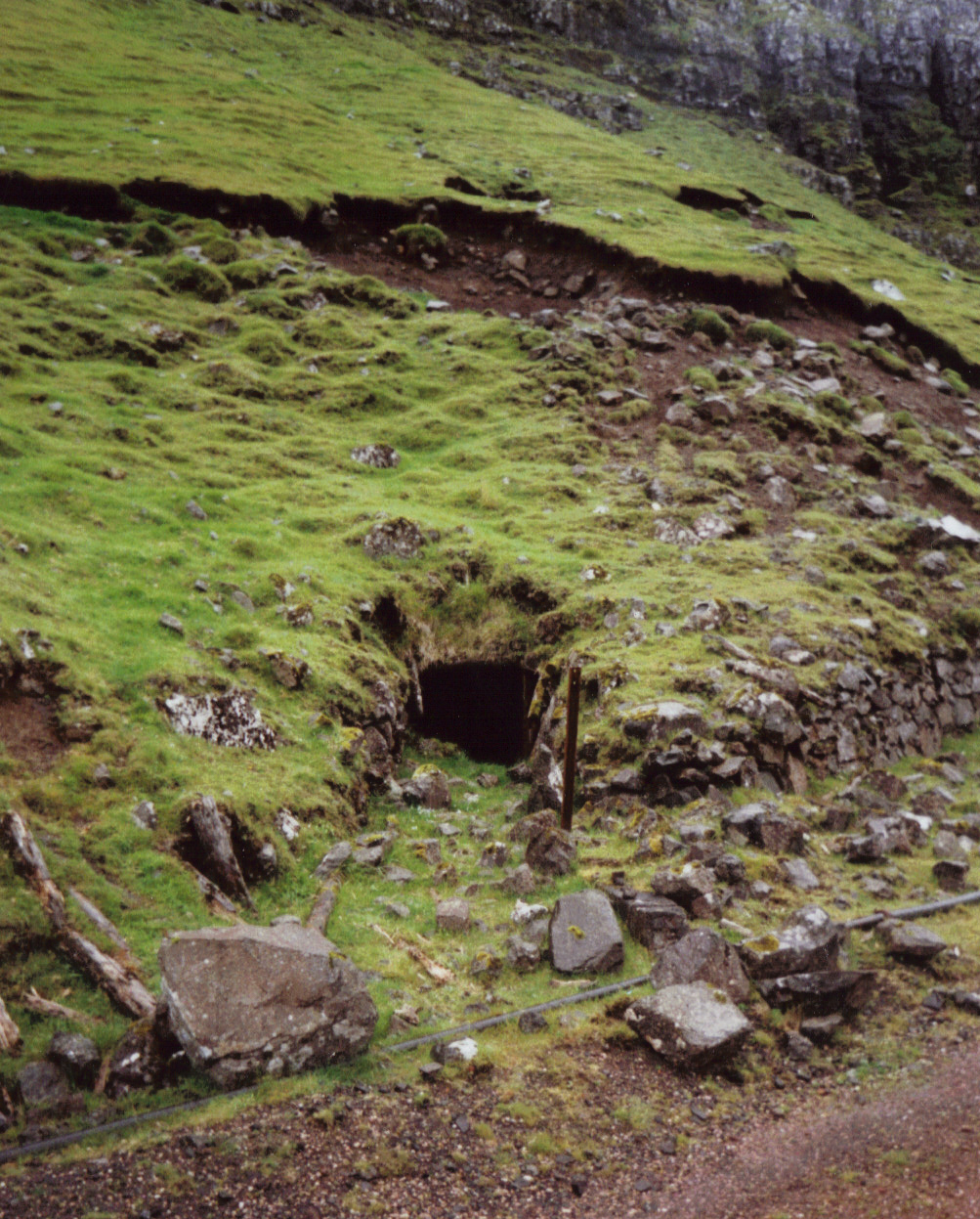
Mundloch eines früheren Bergwerks
Denkmal für verunglückte Berg- und Seeleute